# Caklenjača
Caklenjača (solnjača, lat. Salicornia; sin. Arthrocnemum), jednogodišnje raslinje od kojih pedeset vrsta raširenih po svim kontinentima. Pripada porodici Amaranthaceae.
U Hrvatskoj raste nekoliko vrsta, meka caklenjača (S. europaea, sin. S. herbacea), grmolika caklenjača (S. fruticosa) i polegla caklenjača (S.procumbens).
Arthrocnemum perenne (Miller) Moss, s hrvatskim imenom korjenasti omakalj, sinonim je za Salicornia perennis Mill. a Arthrocnemum macrostachyum (Moric.) K.Koch,, modrozeleni omakalj, sinonim je za Arthrocaulon macrostachyum (Moric.) Piirainen & G.Kadereit

## Vrste
1. Salicornia alpini Lag.
2. Salicornia ambigua Michx.
3. Salicornia andina Phil.
4. Salicornia bigelovii Torr.
5. Salicornia blackiana Ulbr.
6. Salicornia brachiata Roxb.
7. Salicornia capensis (Moss) Piirainen & G. Kadereit
8. Salicornia crassispica G. L. Chu
9. Salicornia cuscoensis Gutte & G. K. Müll. ex Freitag, M. A. Alonso & M. B. Crespo
10. Salicornia decumbens (Toelken) Piirainen & G. Kadereit
11. Salicornia decussata (S. Steffen, Mucina & G. Kadereit) Piirainen & G. Kadereit
12. Salicornia dunensis (Moss ex Adamson) Piirainen & G. Kadereit
13. Salicornia erectispica G. L. Chu
14. Salicornia europaea (Moss) Lambinon & Vanderp.
15. Salicornia fruticosa (L.) L.
16. Salicornia globosa (Paul G. Wilson) Piirainen & G. Kadereit
17. Salicornia hamzaoglui Yaprak
18. Salicornia helmutii Piirainen & G. Kadereit
19. Salicornia hispanica (Fuente, Rufo & Sánchez Mata) Piirainen & G. Kadereit
20. Salicornia iranica Akhani
21. Salicornia lagascae (Fuente, Rufo & Sánchez Mata) Piirainen & G. Kadereit
22. Salicornia littorea (Moss) Piirainen & G. Kadereit
23. Salicornia magellanica Phil.
24. Salicornia maritima S. L. Wolff & Jefferies
25. Salicornia meyeriana Moss
26. Salicornia mossambicensis (Brenan) Piirainen & G. Kadereit
27. Salicornia mossiana (Toelken) Piirainen & G. Kadereit
28. Salicornia natalensis Bunge ex Ung.-Sternb.
29. Salicornia neei Lag.
30. Salicornia nitens P. W. Ball & Tutin
31. Salicornia obclavata (Yaprak) Piirainen & G. Kadereit
32. Salicornia obscura P. W. Ball & Tutin
33. Salicornia pachystachya Bunge ex Ung.-Sternb.
34. Salicornia pacifica Standl.
35. Salicornia perennans Willd.
36. Salicornia perennis Mill.
37. Salicornia perrieri A. Chev.
38. Salicornia persepolitana Akhani
39. Salicornia persica Akhani
40. Salicornia pillansii (Moss) Piirainen & G. Kadereit
41. Salicornia procumbens Sm.
42. Salicornia pruinosa (Fuente, Rufo & Sánchez Mata) Piirainen & G. Kadereit
43. Salicornia pulvinata R. E. Fr.
44. Salicornia pusilla J. Woods
45. Salicornia quinqueflora Bunge ex Ung.-Sternb.
46. Salicornia rubra A. Nelson
47. Salicornia senegalensis A. Chev.
48. Salicornia tegetaria (S. Steffen, Mucina & G. Kadereit) Piirainen & G. Kadereit
49. Salicornia terminalis (Toelken) Piirainen & G. Kadereit
50. Salicornia turanica Chatren. & Akhani
51. Salicornia uniflora Toelken
52. Salicornia utahensis Tidestr.
53. Salicornia virginica L.
54. Salicornia xerophila (Toelken) Piirainen & G. Kadereit
55. Salicornia × marshallii (Lambinon & Vanderp.) Stace
56. Salicornia × tashkensis Akhani